# Сарыгёль
Сарыгёль (тур. Sarıgöl) — город в провинции Маниса Турции. Его население составляет 13,387 человек (2009). Высота над уровнем моря — 189 м.